# Drač
 Ovo je glavno značenje pojma Drač. Za biljne vrste pogledajte korov.
Drač (albanski Durrës) grad je i luka na obali Jadranskoga mora, glavni grad distrikta Durrës i Dračkog okruga te drugi po veličini grad u Albaniji. Nalazi se 33 km zapadno od Tirane, s kojom je povezan autocestom.
Drač je jedan je od najstarijih gradova u Albaniji. Njegov strateški značaj uvelike je opredjeljivao sudbinu cijele zemlje. Nalazi se na ulazu u Jadransko more što mu je davalo veliki značaj u povijesti. 
Bio je značajan u vrijeme stare Grčke i Rima. U njemu se nalazi velika arena iz drugoga stoljeća, kada je bio centar rimske provincije Epirus Nova. U srednjem vijeku je pripadao Bizantu. Kasnije su ga posjedovali Mlečani, a Turci su ga, kao posljednji grad u Albaniji, zauzeli 1501. godine. Stoljećima je bio najveća luka u europskom dijelu Turskog Carstva. Kada je Albanija postala neovisna 1912. godine, Drač je postao njezinim glavnim gradom. Tu titulu imao je do 1920. godine. 
Grad Drač danas ima oko 200.000 stanovnika, dok metropolitansko područje ima oko 265.000 stanovnika. Turistički je centar i najveća luka u Albaniji. Ispod staroga grada razvio se novi grad s bulevarima i šetalištima. Nekoliko trajekata prometuje svaki dan prema Italiji. Na južnom dijelu, uz plažu, izgrađeno je mnogo hotela. Drač je poznat i po morskim specijalitetima. U blizini se nalazi moderna zračna luka, što dodatno pojačava turistički razvoj.

## Povijest
Grad su 627. godine pr. Kr. osnovali Grčki kolonisti iz Korinta i Krfa. Grad se zvao Epidamnos, a nalazio se u pokrajini Iliriji. Grad se nalazio na geografski vrlo dobrom položaju, te ga je bilo teško napasti i s kopna i s mora. Grad je bio politički vrlo napredan. 431. godine pr. Kr. za vrijeme Peloponeskog rata kad Drača se dogodila vrlo značajna bitka. 312. pr. Kr. grad je zauzeo ilirski kralj Glaukias. 229. pr. Kr. grad je napala kraljica Teuta, ali se povukla iste godine kada su stigli Rimljani te protjerali Ilire.
Rimljani su grad preimenovali u Dyrrachium. Suparnik Julija Cezara Pompej je 48. pr. Kr. prije bijega u južnu Grčku stao u gradu. Grad je bio zapadni kraj velike rimske ceste Via Egnatia. U 4. st. grad je postao glavni grad rimske provincije Epirus Nova. U njemu se rodio bizantski car Anastazije I. Istog stoljeća grad je pogodio snažan potres koji je uništio njegovu obranu. Anastazije I. je ponovno izgradio obranbene zidine i učvrstio grad, te napravio najjaču utvrdu na zapadnom Balkanu. Prema bizantskoj povjesničarki Anni Komnene zidovi su bili visoki 12m i debeli toliko kao da četiri jahača jašu usporedno. Ostaci zidova još postoje, iako su se tijekom stoljeća znatno smanjili. Kao i ostali dijelovi Balkana grad je bio znatno pogođen provalama barbara za vrijeme Seobe naroda. 481. grad je opkolio kralj Ostrogota Teodorik Veliki, a kasnije su grad često napadali Bugari.
Nakon pada Zapadnog Rimskog Carstva grad je i dalje ostao pod Bizantom, te je bio važna veza između carstva i zapadne Europe.
U 9. st. grad i okolna obala su postali bizantska provincija. Grad je ostao pod Bizantom do 10. st. kada ga je osvojio bugarski kralj Samuilo. Grad je bio pod vlašću bugara do 1005. godine, kada je grad ponovno potpao pod vlast Bizanta. Grad su 1082. osvojili Normani. Malo nakon grad je ponovno zauzeo Bizant, ali je 1185. potpao pod normanskog kralja Williama II Sicilijskog. 1205. nakon Četvrtog križarskog rata grad je potpao pod Mletačku Republiku. 1213. grad je potpao pod Epirsku Despotovinu. 1257. grad je okupirao siciljanski kralj Manfred. Malo nakon grad je ponovno okupirala Epirska Despotovina. 1259. despotovina je izgubila od Nicejskog Carstva u bitci kod Pelagonie. 1270ih grad je ponovno podpao pod Epirsu Despotovinu, ali je Despotovinu 1278. ponovno protjerao Karlo I Anžuvinski.
Pet godina kasnije grad je pogodio jak potres, ali je brzo obnovljen. 1296. grad je kratko okupirao srpski kralj Stefan Uroš II. U ranom 14. st. grad je bio pod vlašču koalicije Anžuvinaca, Mađara i Albanskih vladara iz obitelji Thopia. 1317. grad su zauzeli Srbi, te je bio pod njihovom vlašću do 1350ih. U to vrijeme je papa uz potporu Anžuvinaca, povećao svoje diplomatske i političke aktivnosti u tom području. Nakon smrti srpskog cara Dušana 1355., grad je pao pod kontrolu albanske obitelji Thopias. 1392. grad je ponovno pao pod kontrolu Mletačke Republike. 1501. grad su zauzeli Osmanlije. Za vrijeme Osmanske vlasti mnogi ljudi su prešli na islam, te su u gradu podignute mnoge džamije. Grad je preimenovan u Dıraç. Sredinom 19. st. grad je imao oko 1.000 stanovnika koji su živjeli u 200 kućanstava.
Grad je bio pod Osmanskom vlašću do 1912. kada se Albanija osamostalila. Iste godine za vrijeme Prvog balkanskog rata grad je okupirala Srbija. Grad je ostao pod vlašću Srba do 7. ožujka 1914. kada je vraćen Albaniji. Za vrijeme Prvog svjetskog rata grad su 1915. okupirali Talijani, a od 1916. do 1918. Austro-Ugarska. Grad je 1918. vraćen Albaniji te je do 1920. bio glavni grad. 1926. grad je bio slabije oštećen, ali je vrlo brzo obnovljen u modernijem stilu. U Drugom svjetskom ratu grad i ostatak Albanije su okupirali Talijani. Grad je bio jako oštećen od savezničkih bombardiranja.
Nakon rata u Albaniji su na vlast došli komunisti. Grad je vrlo brzo obnovljen. U gradu je uspostavljena brojna teška industrija, te je proširena luka. 147. u gradu je izgrađena prva željeznica. Grad je bio središte albanskog turizma. Nakon pada komunističke vlasti 1990. grad je zbog luke postao središte iseljeništva iz Albanije. U samo jednom mjesecu 1991. u Italiju je preko grada migriralo 20.000 ljudi. Grad je postao središte "Operacije Pelikan", program Europske zajednice za pomoć gladnima. Na početku 20. st. grad se počeo oporavljati. Obnavljane su ulice i parkovi, te bojane fasade.

## Stanovništvo
Prema procjenama, 1850. godine Drač je imao oko 1.000 stanovnika. Popis iz godine 1979. govori o 66.200 stanovnika. Deset godina kasnije, godine 1989. brojka raste na 82.719, a 2001. na 99.564 stanovnika. Prema službenom popisu iz 2011. grad je imao 199.073 stanovnika, a metropolitansko područje Drača ima 265.330 stanovnika.

## Gospodarstvo

### Industrija
Luka Drač doživljela je svojevrsni procvat nakon što je 2011. i 2012. znatno proširena otvaranjem novih terminala. Ukupno je ondje zaposleno oko 400 radnika, a kapacitet je 1.5 milijuna putnika godišnje. Osim navedenog, grad ima i brodogradilište, a također se proizvode koža, plastika i duhanski proizvodi.

### Turizam
Tijekom komunističke vladavine turizam se nije značajnije razvijao. Međutim, Drač je danas veliko albansko turističko središte. Godišnji posjet domaćih i stranih turista doseže brojku od 600.000 (mnogi dolaze iz nedaleke Tirane), te je stoga obnovljena i velika plaža za masovni turizam u južnom dijelu grada. Nasuprot tomu, sjeverni dio grada predviđen je za razvoj elitnog turizma, gdje su 2009. godine s gradnjom započela mnoga elitna obalna odmarališta. Godine 2012. obnovljen je i kanalizacijski sustav, tako da gradske otpadne vode više ne teku u more. Naselja iz okolice Drača poznata su po proizvodnji dobrog vina i ukusnim jelima. Kanadske dnevne novine The Globe and Mail godine 2012. smjestile su Drač na prvo mjesto do osam novih odredišta morskih kružnih putovanja.

## Promet

### Cestovni promet
Drač i Tirana povezani su autocestom, a međusobna udaljenost iznosi 33 km.

### Željeznički promet
U Draču se nalazi sjedište Albanskih željeznica. Vlakovi iz ovog grada uglavnom prometuju prema Tirani.

### Morski promet
Drač je najznačajnija i najveća albanska morska luka. Zbog blizine talijanskih prekomorskih gradova, osobito Barija, važna je poveznica prema Zapadnoj Europi. Prema Bariju, Anconi i Trstu organizirane su svakodnevne trajektne linije. Luka je cestom i željeznicom dobro povezana s ostatkom Albanije. Godine 2009. ukupna vrijednost prevezenog tereta iznosila je više od 3 milijuna tona.

### Zračni promet
Potrebe grada za zračnim prometom obnaša tiranska zračna luka, koja je od Drača udaljena oko 25 km.

## Znamenitosti
- Glavna knjižnica
- Pravoslavna crkva
- Kulturni centar s kazalištem Aleksandëra Moisiua
- Arheološki muzej
- Povijesni muzej
- Brojne plaže
- Najveći amfiteatar na Balkanu

## Drač i Hrvati
Djela Andrea Dandola, Flaviusa Blondusa te Ljetopis popa Dukljanina stavljaju Drač u sastav Crvene Hrvatske, prije toga su neki bizantski povjesničari poput Nicifora Vrijenija spominjali Hrvate u kontekstu osvajanja Drača od strane kraljeva Dukljanskog kraljevstva Mihaila i Bodina.